# Árpád (Vorname)
Árpád ist ein ungarischer männlicher Vorname. Außerhalb Ungarns ist auch die Schreibweise Arpad anzutreffen.

## Herkunft
Der Vorname geht auf Árpád (* um 845; † um 907), Großfürst der vereinten Magyarenstämme und führende Gestalt nach der ungarischen Landnahme sowie Begründer der Árpáden-Dynastie, zurück.

## Bekannte Namensträger
- Árpád Bárány (* 1931), ungarischer Degenfechter
- Árpád Bella (* 1946), ungarischer Grenzoffizier
- Árpád Belko (1910–1998), französischer Fußballspieler ungarischer Herkunft
- Arpad Bondy (* 1947), deutscher Produzent, Komponist, Autor, Regisseur, Filmeditor und Sounddesigner
- Árpád Doppler (1857–1927), ungarisch-deutscher Komponist
- Arpad Emrick Elo (eigentlich Élő Árpád Imre) (1903–1992), US-amerikanischer Physiker und Statistiker ungarischer Herkunft
- Árpád Fazekas (1930–2018), ungarischer Fußballtorwart
- Árpád Fekete (1921–2012), ungarischer Fußballspieler
- Árpád Feszty (1856–1914), ungarischer Maler und Schriftsteller
- Árpád Tamásy von Fogaras (1861–1939), österreichisch-ungarischer Offizier
- Árpád Furka (* 1931), ungarischer Chemiker
- Árpád Gerecs (1903–1982), ungarndeutscher Chemiker
- Árpád Göncz (1922–2015), ungarischer Schriftsteller, Übersetzer und Politiker
- Árpád Kézdi (1919–1983), ungarischer Bauingenieur
- Árpád von Klimó (* 1964), deutscher Neuzeithistoriker, Hochschullehrer und Sachbuchautor
- Árpád Makay (1911–2004), ungarischer Kameramann
- Árpád Medve (1917–2001), ungarischer Fußballspieler und -trainer
- Árpád Mihály (* 1980), rumänisch-ungarischer Eishockeyspieler
- Árpád Miklós (1967–2013), ungarischer Pornodarsteller
- Árpád Mühle (1870–1930), Landschaftsarchitekt, Rosenzüchter, k. u. k. Kommerzienrat und Fachautor
- Arpad Nadai (1883–1963), ungarisch-US-amerikanischer Mechanik-Professor
- Árpád von Nahodyl (* 1958), deutscher Autor und Politiker
- Árpád Pullai (1925–2015), ungarischer Politiker
- Árpád Pusztai (1930–2021), ungarisch-britischer Biochemiker
- Árpád Ritter (* 1975), ungarischer Ringer
- Arpad Schmidhammer (1857–1921), deutscher Buchillustrator und Karikaturist
- Árpád Sipos (* 1961), ungarischer Ringer
- Arpad Šterbik (1979), spanischer Handballspieler ungarischer Herkunft
- Árpád Szabó (1913–2001), ungarischer Altphilologe und Wissenschaftshistoriker
- Árpád Szakasits (1888–1965), ungarischer Politiker
- Árpád Szendy (1863–1922), ungarischer Pianist, Komponist und Musikpädagoge
- Árpád Szenes (1897–1985), ungarisch-französischer Maler
- Árpád Vajda (1896–1967), ungarischer Schachmeister
- Árpád Varecza (1941–2005), ungarischer Mathematiker
- Arpad Viragh (1888–1930), ungarischer Kameramann
- Árpád Weisz (1896–1944), ungarischer Fußballspieler und -trainer
- Arpad Weixlgärtner (1872–1961), österreichischer Kunsthistoriker
- Arpad Wigand (1906–1983), deutscher Angehöriger der Waffen-SS